# Funduq al-Najjariyyin
Funduq al-Najjariyyin (en árabe: فندق النجارين‎: , . 'Posadade los carpinteros') (también deletreados Fondouk (el-)Nejjarine) es un funduq (o khan, una posada tradicional) en Fes el Bali, en el antiguo barrio de la medina  en la ciudad de Fez, Marruecos. El funduq está situado en el corazón del medina, en Al-Najjariyyin plaza,  el Nejjarine Fuente, un sujetado saqayya o fuente tradicional para caravanas. El edificio fue diseñado para uso por los mercaderes, comerciantes, y visitantes a la ciudad de Fez y proporcionado un sitio de almacenamiento. Es un ejemplo destacado de marroquí Riad arquitectura. Hoy  alberga un museo privado, el Museo Nejjarine de Artes y Oficios de la Madera.

## Historia
El funduq fue encargado por el Alaouite Sultán Ismail Ibn Sharif en el siglo XVII, y su saqayya por el Sultán Abd al-rahman en el siglo XIX. A pesar de esa diferencia cronológica, estas y la plaza  pública forman un conjunto integrada en la zona.

## Descripción
El edificio está construido sobre una planta rectangular casi simétrico. Se accede al interior a través de una entrada monumental que conduce al vestíbulo y al patio central o sahn. Esta puerta, de 5 metros de alto y 3 metros de ancho, está enmarcada por una fachada de ricas decoraciones florales y geométricas e inscripciones en estuco y azulejos, y protegida por un impresionante dosel de madera de cedro tallado. El patio interior es rectangular y está rodeado por una galería de tres pisos en todos los lados que da acceso a muchas habitaciones diferentes. Las habitaciones para los huéspedes estaban ubicadas en los pisos superiores. A principios del siglo XX, el funduq fue utilizado como estación de policía por la autoridad colonial francesa. El edificio fue restaurado entre 1990 y 1996, y en 1998 se convirtió en un museo privado de artesanía en madera conocido como Le Musée Nejjarine des Artes et Métiers du Bois.
Las aqayya normalmente se construyen como obra de caridad y se adosa  a los edificios como accesorio, pero constituyendo una parte integral de la estructura de este funduq. El saqayya se coloca frente al edificio, frente a la plaza. El agua se usaba para beber, especialmente para los huéspedes del hotel. Está rodeado por dos columnas y está ricamente decorado con zellige, estuco y su propio dosel de madera tallada.